# Paul Neumann (Politiker, 1929)
Paul Neumann (* 6. Dezember 1929 in Ziegenhals, Schlesien; † 11. März 2015) war ein deutscher Politiker (SPD). Von 1965 bis 1983 war er Mitglied des Deutschen Bundestages.

## Leben und Beruf
Nach dem Besuch der Volksschule und der Oberschule in Schlesien wurde Neumann noch bei Kriegsende zu einem Panzerjagdkommando der Hitler-Jugend eingezogen. Er geriet zunächst in polnische Gefangenschaft, war nach seiner Entlassung als Arbeiter in einem holzverarbeitenden Betrieb tätig und floh 1946 als Heimatvertriebener von Schlesien nach Westdeutschland.
Neumann besuchte die Staatliche Handelsschule in Hamburg-Harburg und absolvierte daraufhin in Hamburg eine kaufmännische Ausbildung im Bereich des Im- und Exportes, die er mit der Kaufmannsgehilfenprüfung abschloss. Anschließend arbeitete er als kaufmännischer Angestellter. Ab 1954 ging er auf das Braunschweig-Kolleg, an dem er 1956 das Abitur bestand. Er studierte Volkswirtschaft an der Universität Hamburg, wurde kaufmännischer Angestellter und nahm eine Tätigkeit beim DGB auf. Er wirkte von 1962 bis 1965 als Gemeindedirektor in Stelle. Neumann wohnte in Stelle-Buchwedel, war verheiratet und hatte zwei Kinder.

## Partei
Neumann war ab 1948 Mitglied der SPD und gelangte in den Unterbezirksvorstand Lüneburg-Harburg.

## Abgeordneter
Neumann war von 1959 bis 1962, 1968 bis 1972 und 1986 bis 2001 Ratsmitglied der Gemeinde Stelle. 1958 wurde er in den Kreistag des Kreises Harburg gewählt, dem er bis 1971 angehörte. Dort war er von 1964 bis 1969 Vorsitzender der SPD-Fraktion. Dem Deutschen Bundestag gehörte er von 1965 bis 1983 an. Er war stets über die Landesliste Niedersachsen ins Parlament eingezogen. Von 1975 bis 1983 war er Obmann und Vorsitzender der Arbeitsgruppe Sicherheitsfragen der SPD-Fraktion.

## Öffentliche Ämter
Neumann amtierte von 1968 bis 1971 und von 1986 bis 1996 als Bürgermeister der Gemeinde Stelle.

## Ehrungen
- 1983: Verdienstkreuz 1. Klasse der Bundesrepublik Deutschland
- 2001: Ehrenbürger der Gemeinde Stelle